# Chéméré
Chéméré är en kommun i departementet Loire-Atlantique i regionen Pays de la Loire i nordvästra Frankrike. Kommunen ligger i kantonen Bourgneuf-en-Retz som tillhör arrondissementet Saint-Nazaire. År 2018 hade Chéméré 2 614 invånare.

## Befolkningsutveckling
Antalet invånare i kommunen Chéméré
| Referens: INSEE |